# Gare de Pskov-Passajirski
La gare de Pskov-Passajirski (en russe : Станция Псков-Пассажирский) est une gare ferroviaire russe, située dans la ville de Pskov, dans l'oblast de Pskov, en Russie.

## Histoire
Elle a été ouverte en 1859.